# Kajtbaj

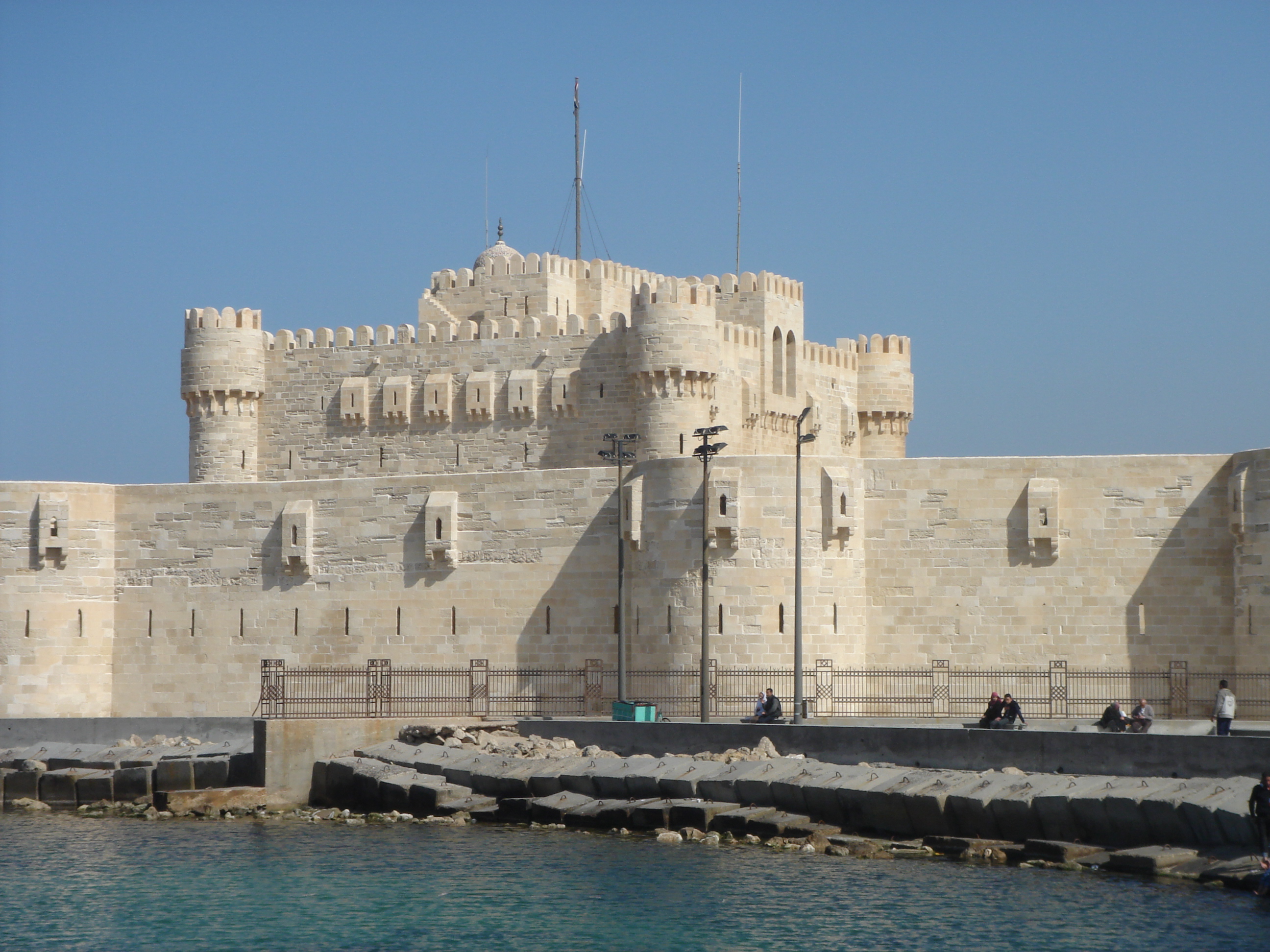
Cytadela Kajtbaja w Aleksandrii zbudowana została w 1477 roku na fundamentach starożytnej latarni na Faros

Al-Aszraf Kajtbaj (właściwie: Al-Aszraf Sajf ad-Din Kajtbaj) (arab. – ‬‬قايتباي) (ur. ok. 1416/1418, zm. 8 sierpnia 1496 w Kairze) – sułtan mamelucki z „dynastii” Burdżytów, panujący w latach 1468–1496. Był ostatnim silnym władcą mameluckiego Egiptu, stawił czoła armiom osmańskim, a jego wojska dwukrotnie pokonały inwazyjne armie tureckie, wynosząc Kajtbaja na pozycję najważniejszego władcy w ówczesnym świecie islamu. Był również zagorzałym budowniczym wznoszącym w całym państwie setki monumentalnych budowli. Słynął z miłosierdzia i pobożności. Wzmocnił i skonsolidował władzę mameluków, zarazem dbał też o pomyślność podległej ludności egipskiej. Jednakże sułtan w ciągu swego długiego panowania nie zdołał wyciągnąć Egiptu z permanentnego wówczas kryzysu społeczno-gospodarczego ani przeprowadzić reform unowocześniających państwo i armię. Wkrótce po jego śmierci sułtanat mameluków został podbity przez znacznie lepiej uzbrojone i liczniejsze armie Turków osmańskich.

## Życiorys

### Kariera mameluka
Urodził się około 1416/18 roku w Czerkiesji. Ponieważ jako młodzieniec wykazywał spore umiejętności łucznicze, został sprzedany jako niewolnik do armii sułtanatu mameluckiego. Karierę zaczynał jako instruktor włóczników w kairskim tibaku, który był szkołą i koszarami jednocześnie. Za sułtana Barsbaja (1422–1438) wszedł w skład elitarnej straży pałacowej. Wyzwolony przez jego syna i następcę Al-Aziz Jusufa (1438), najpierw został sekretarzem, a za kolejnych sułtanów awansował w hierarchii wojskowej mameluków: był osobistym gwardzistą (chassakim) sułtana Czakmaka, za rządów Chuszkadana doszedł do pozycji setnika. Zgromadził wówczas znaczny majątek, nie wykazywał jednak ambicji politycznych dzięki czemu nie miał wielu wrogów wśród pozostałych emirów mameluckich. Gdy w grudniu 1467 roku tron objął Timurbugha Kajtbaj został wyróżniony – niósł parasol paradny podczas uroczystości intronizacji nowego sułtana, a wkrótce potem został mianowany atabegiem. Rządy Timurbughi trwały zaledwie dwa miesiące, gdyż nowy sułtan nie zdołał zdobyć poparcia zwalczających się frakcji. Pogłębiające się rozdźwięki między emirami groziły dalszym rozprzężeniem państwa. W tej kryzysowej sytuacji zaproponowano kompromisową kandydaturę ponad 50-letniego Kajtbaja, którego uważano za władcę „przejściowego”, do przyjęcia dla wszystkich stronnictw. Podobno kilkukrotnie odmówił przyjęcia ciężaru władzy, lecz namawiany przez przyjaciół w końcu ustąpił. Współcześni pisali jednak, że był to tylko polityczny teatr odegrany przez Kajtbaja i jego wiernego stronnika, Jaszbega.

### Objęcie władzy, walki z Beduinami i Turkmenami
W chwili objęcia rządów przez Kajtbaja nic nie wskazywało na to, że utrzyma się on dłużej na tronie niż jego liczni poprzednicy. Sułtanat był pogrążony w politycznym kryzysie, a walki między frakcjami możnych mameluckich wciąż nie ustawały. Jednak Kajtbaj, który dotychczas stał na uboczu wszelkich intryg wykazał się niezwykłą zręcznością. Okazał wdzięczność tym, którzy wynieśli go do władzy, jednocześnie oferując przyjaźń swym przeciwnikom politycznym. Swego poprzednika, Timurbugha odsunął w cień, jednak darował mu życie. Tych jednak, którym ufać nie mógł, bezwzględnie usunął, a ich majątki zasiliły pusty skarbiec państwa.
Na początku swego panowania postanowił Kajtbaj usunąć palący problem arabskich Beduinów, którzy kontrolowali znaczne obszary kraju łupiąc karawany i napadając miasta. Wykorzystując walki w łonie kasty mameluków i osłabienie władzy Beduini usadowili się mocno zarówno w Górnym Egipcie jak i w Delcie Nilu zapuszczając się często ze swymi atakami aż po przedmieścia Kairu. Zadanie podporządkowania Beduinów powierzył swemu przyjacielowi, okrutnemu i bezwzględnemu dowódcy, Jaszbegowi. Spacyfikował on plemiona beduińskie dokonując krwawych rajdów na ich ziemie i karząc okrutnie opornych przywódców. Gdy podobnej taktyki chciał użyć w Syrii doprowadziło to do otwartego buntu i powołanie na tron niedawnego sułtana Timurbugha. Bunt został jednak zdławiony, a pokonany pretendent pojmany i zesłany w odosobnione miejsce. W końcu Beduini zostali pokonani, choć problem beduiński pozostał nierozwiązany przez kolejne stulecia.
Tymczasem władztwu mameluckiemu na północy zaczął zagrażać jeden z turkmeńskich wodzów – Szah Suwar. Był on lokalnym władcą osadzonym przez mameluków w dawnej Małej Armenii po tym jak zniszczono ormiańskie królestwo. Szah Suwar zrzucił jednak w początkach panowania Kajtbaja zwierzchnictwo mameluków i zebrawszy armie ruszył na egipską Syrię. Jego wojska składały się niedawnych sprzymierzeńców mameluckich, którzy mieli dość ucisku podatkowego oraz z uciekinierów z Anatolii, skąd kolejne plemiona były wypierane na wschód przez rosnącą potęgę Turków osmańskich. Przeciw Suwarowi Kajtbaj wysłał atabega Kulaksiza. Ten początkowo pokonał pod Ajtnab żołnierzy Suwara zmuszając go do wycofania się. Turkmen wrócił jednak niedługo potem i wciągnął armię atabega w zasadzkę: wielka armia mamelucka została 14 czerwca 1468 roku rozbita i wielu emirów poddało się. Ci którzy się pokłonili Suwarowi zostali zwolnieni za obietnicę okupu. Pozostali zostali straceni.
Wieść o klęsce poruszyła Kajtbaja, który wezwał wszystkich mameluków do zebrania nowej armii. Jego zaangażowanie wzmocniło morale żołnierzy. Na czele nowej armii stanął jeden ze starszych emirów Uzbek min-Tutukh, jeden z nielicznych, który zdołał ujść cało z ostatniej klęski. Kajtbaj nadał mu tytuł atabega i powierzył los wyprawy wspólnie z innym wodzem, Kurkumasem. Wyprawa rozpoczęta w lutym 1469 roku przebiegała początkowo pomyślnie. Armie mameluckie wkroczyły na terytoria Suwara paląc po drodze wsie i miasta. Turkmen stanął wprawdzie do bitwy, ale jego głodujące od dłuższego czasu oddziały zostały szybko rozproszone. Sam wódz zdołał jednak uciec w kierunku granicy osmańskiej. Idąca za nim w pościgu armia mamelucka osaczyła go w wąskim wąwozie. Między wodzami wyprawy rozgorzała jednak kłótnia: Uzbek chciał się wycofać, Kurkumas podążyć przez wąwóz za Suwarem. Przeważyła opinia Kurkumasa, choć spory wśród dowództwa spowodowały dezercję znacznej części armii, która zawróciła do Aleppo. Wejście do wąwozu bez rozeznania doprowadziło do straszliwej klęski. Armia została zasypana lawinami kamieni, zginął też sam Kurkumas. Syria została bez obrony, okazało się jednak, że i sam Suwar nie ma sił do nowych ataków a jego straty były na tyle duże, że teraz sam został zaatakowany przez inne plemiona turkmeńskie. Wysłał więc posłów do Kajtbaja z prośba o pokój. Sułtan nie mógł jednak doprowadzić do sytuacji, w której buntownik byłby potraktowany jak równy mu władca i jego zdrada pozostałaby bez kary. Dlatego wielkim kosztem zdołał zebrać jeszcze jedną armię którą wysłał przeciw Suwarowi w 1470 roku. Na jej czele stanął Jaszbeg. Suwar zdołał odnieść jeszcze jeden sukces – zdobył fortecę Malatija. Wkrótce jednak jego słabnąca armia musiała stawić czoła ścigającemu go Jaszbegowi. Do decydującego starcia doszło nad rzeką Oksos w listopadzie 1471 roku. Po zwycięstwie Mameluków Suwar został schwytany i odwieziony do Kairu.

### Kajtbaj i Mehmed II

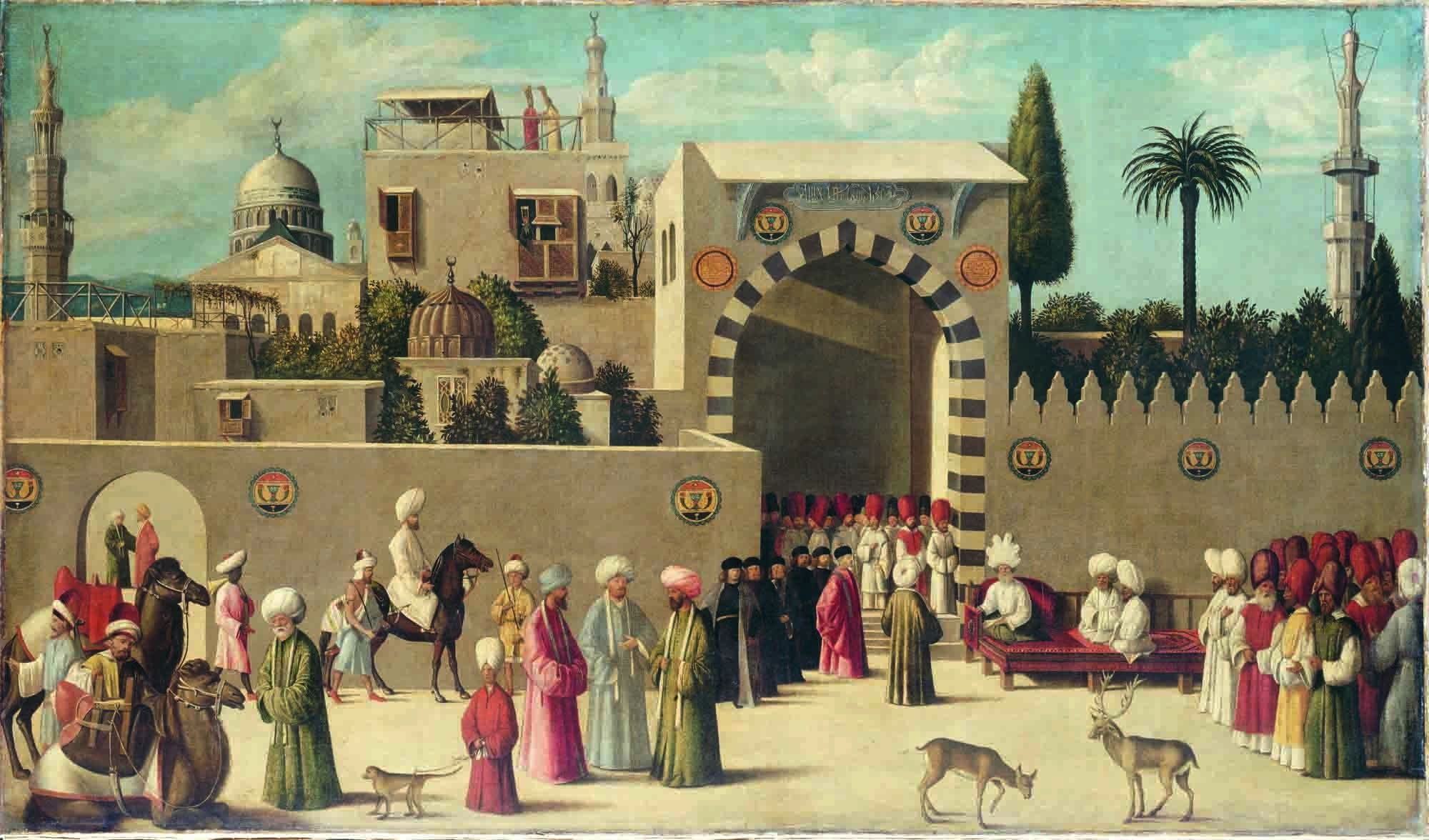
Kajtbaj inwestował wiele w system obronny państwa – na tym obrazie z epoki widać wzniesione na jego rozkaz nowe mury Damaszku

Największym wyzwaniem dla państwa mameluków za czasów Kajtbaja była rosnąca potęga Turków osmańskich, którzy pod wodzą Mehmeda II Zdobywcy stworzyli u północnych granic sułtanatu mameluków potężne imperium. Syryjskich granic sułtanatu strzegły naturalne bariery gór Taurus i rzeki Eufrat obsadzone dodatkowo mameluckimi garnizonami, a za nimi były pomniejsze, wasalne państewka turkmeńskie podporządkowane Kairowi jeszcze przez sułtana Barsbaja (1422–1438). Dzięki tym państwom buforowym kontrolowano górskie przejścia we wschodniej Anatolii prowadzące do mameluckiej Syrii. Mimo tych linii obronnych Kajtbaj zdawał sobie sprawę z rosnącego zagrożenia ze strony Osmanów. Turcy posiadali potężną artylerię, dzięki której zdobyli Konstantynopol (1453), liczną armię oraz nowoczesną broń palną, którą posługiwały się niezwykle groźne formacje janczarów. Wprawdzie armia mamelucka słynęła z niezwykłego wyszkolenia i skuteczności, to jednak zawsze była to formacja stosunkowo nieliczna – rekrutami byli niewolnicy sprowadzani spoza ziem sułtanatu, stąd ich liczba była ograniczona, a koszt ich zakupu wysoki. Sami mamelucy tworzyli elitarną część wojsk – ciężką jazdę, której znaczenie na polach bitew malało wraz rozwojem nowych typów broni. Istniały również oddziały pomocnicze: Beduinów lub piechoty, ale ich wyszkolenie i uzbrojenie pozostawiało wiele do życzenia. Sytuacja militarna sułtanatu mameluków pogorszyła się gdy Turcy wykorzystali początkowe trudności Kajtbaja w walce z buntownikami i w 1470 roku rozbili sułtanat Karamanu – największe spośród państw sojuszniczych Egiptu.
Wkrótce potem doszło do wielkiego konfliktu między Osmanami a turkmeńską konfederacją plemienną Ak Kojunlu, która pod wodzą Uzun Hasana wyrosła na wielka potęgę opanowując znaczne połacie ziem w Azerbejdżanie, Iraku i Iranie. Ponieważ konflikt ten toczyć się miał u granic mameluckich, Kajtbaj musiał podjąć decyzję po której stronie się opowie. Z pewnością już wówczas nie chciał wzmacniać potęgi tureckiej, jednak agresywna polityka Uzun Hasana uniemożliwiała porozumienie. W listopadzie 1472 wojska Hasana przekroczyły Eufrat i zajęły mamelucką twierdzę w Malakiji szykując sobie lepsze pozycje do walki z Turkami. Początkowo też pokonali dwukrotnie siły Osmanów. Przeciw Hasanowi wysłał Kajtbaj swego zaufanego przyjaciela Jaszbega. Ten zdołał wyprzeć oddziały Ak Kojunlu za Eufrat i odzyskać pozycje mameluckie nad prawym brzegiem rzeki (kwiecień 1473). W tym samym czasie przybyło do Kairu poselstwo tureckie z prośbą o przyjaźń przeciw wspólnemu wrogowi. Pokazano Kajtbajowi listy Uzun Hasana do władców chrześcijańskich wzywające do wspólnego ataku przeciw Turkom i Mamelukom. To wystarczyło aby Kajtbaj zgodził się ogłosić neutralność i choć nie wsparł Osmanów armią licząc na długą walkę między swymi sąsiadami, pozwolił swobodnie maszerować armii tureckiej wzdłuż swych ziem przygranicznych nad Eufratem. Konflikt turecko-turkmeński okazał się jednak znacznie krótszy niż mógł przypuszczać Kajtbaj. 11 sierpnia 1473 roku Mehmed II Zdobywca rozgromił w wielkiej bitwie pod Başkentem armię Uzun Hasana dzięki swej przewadze w artylerii i broni palnej. Wprawdzie Turcy nie ruszyli dalej na wschód i wkrótce podpisali z Uzun Hasanem dość wspaniałomyślny pokój, to jednak przewaga armii tureckiej była niekwestionowana.
Na razie jednak między Mehmedem a Kajtbajem panowały oficjalnie przyjazne stosunki. Nie wstrzymało to jednak Mehmeda przed kolejnymi podbojami, które nie były na rękę mamelukom. W 1475 roku Turcy zdobyli genueńską kolonię na Krymie – Kaffę i zhołdowali władców Chanatu Krymskiego. Przejęli tym samym kontrolę nad czarnomorskimi szlakami handlowymi, skąd sprowadzano do Egiptu niewolników mających stać się żołnierzami w mameluckiej armii. Trzy lata później, w 1478 Turcy w sojuszu z tatarami zaatakowali klany czerkieskie skąd pochodziła większość elity mameluckiej i sam Kajtbaj. W czerwcu 1480 wojska tureckie zaatakowały Rodos, którego porty stanowiłyby idealną bazę wypadową na Aleksandrię. Na szczęście dla mameluków broniący potężnej cytadeli Rodos rycerze z zakonu joannitów zdołali odeprzeć wszelkie ataki. Wiemy z ówczesnych przekazów, że Kajtbaj zaoferował wielkiemu mistrzowi joannitów wszelką pomoc przeciw Turkom. Sułtan z Kairu musiał więc sobie zdawać sprawę, że Mehmed II dąży do konfrontacji z jego państwem. Na początku 1481 ruszyły przygotowania tureckie do wielkiej wyprawy na Egipt. Gdy jednak wojska wyruszyły już na wschód sułtan Mehmed zmarł w Izmicie 3 maja 1481 roku. Wojna została odroczona.

### Wielka wojna z Turcją

#### Preludium
Śmierć Mehmeda Zdobywcy uratowała Kajtbaja od wielkiej wojny tylko na kilka lat. Nowy sułtan turecki, Bajazyd II postanowił najpierw umocnić swe panowanie w Stambule i przede wszystkim rozprawić się ze swym konkurentem do tronu, bratem Dżemem. Popierające pretendenta armie turkmeńskie zostały dość szybko pokonane, ale on sam zbiegł do państwa mameluków. Kajtbaj nie pojmał go wprawdzie ale gdy stanął przed okazją wsparcia Dżema by zaszkodzić groźnej potędze Osmanów, w decydującym momencie jednak się zawahał. Bajazyd II wysyłał do Kairu listy zapewniające o jego przyjaźni i chęci utrzymania pokoju. Kajtbaj był zbyt doświadczonym politykiem by nie zdawać sobie sprawy z tego, że takie deklaracje nic nie znaczą. Jednak jego wiek i świadomość słabości swego państwa kazały mu unikać konfliktów za wszelką cenę. Przyjął wprawdzie Dżema na audiencji, jednak zarówno w ceremoniale jak i w rozmowie dał mu do zrozumienia, że nie traktuje go jako prawowitego władcy i nie poprze oficjalnie jego planów. Dżem zachował wprawdzie swobodę działań, jednak nie zdołał w Egipcie zdobyć żadnych sprzymierzeńców. W 1482 roku opuścił państwo mameluków i wzniecił przeciw bratu kolejna rebelię, jednak pokonany ponownie tym razem zbiegł na Zachód. Kajtbaj zaprzepaścił szansę na osłabienie swego najsilniejszego przeciwnika i choć w ten sposób chciał uniknąć wojny, to jednak wojna okazała się nieunikniona. Rezydujący w „Drugim Rzymie” sułtanowie tureccy czuli się spadkobiercami zarówno Bizancjum jak i Imperium rzymskiego. Z tego też tytułu rościli sobie prawo do wszystkich ziem dawnego imperium z Egiptem i Syrią na czele. 

#### Pierwsze starcie
W roku 1484 Bajazyd rozpoczął rozmontowywanie systemu obronnego mameluków usuwając lub przekupując pomniejszych władców państw buforowych oddzielających Turcję od Syrii. Obawiając się najgorszego Kajtbaj wysłał bogate poselstwo do Stambułu z darami, propozycją utrwalenia pokoju i nawiązania współpracy między obydwoma sułtanatami. Bajazyd kazał posłom długo czekać i nim powrócili do Kairu do Kajtbaja doszła wieść o marszu wojsk tureckich na Sis i Tars (czerwiec 1485). Turcy opanowali większość fortec Cylicji i skierowali się w kierunku Adany. Ponieważ w międzyczasie Jaszbeg zginął w wywołanej przez siebie awanturze wojennej przeciw Ak Koyunłu, dowództwo nad armią mamelucką otrzymał inny sprawdzony dowódca i przyjaciel Kajtbaja – Uzbek. Armia z jaką wyruszył na on północ nie prezentowała się najlepiej. Jej trzon stanowiło 3 tys. nie najmłodszych już królewskich mameluków. Oprócz tego w jej skład wchodziła spora liczba chassakija (gwardzistów), pomocnicze oddziały piechoty i lekkiej jazdy beduińskiej. Marsz na północ utrudniały rozruchy wśród mijanych po drodze plemion beduińskich, które nie tolerowały obecności armii mameluckiej, jednak jej pojawienie się u wrót Anatolii wystarczyło, by znaczna część możnych turkmeńskich pogranicza przeszła z powrotem na stronę mamelucką. Kajtbaj mógł się obawiać, jak zakończy się to starcie nierównych sił, gdy niespodziewanie w marcu 1486 roku do Kairu nadeszła wieść o wielkim zwycięstwie Uzbeka nad turecką armią. Bitwa, do której doszło 15 marca pod Adaną rzeczywiście miała niespodziewany przebieg: mające przewagę liczebną i technologiczną oddziały osmańskie uległy ciężkiej jeździe mameluckiej i poszły w rozsypkę. Zginęło podobno nawet 40 tys. Turków, dowódca wojsk osmańskich Ibn Hersek dostał się do niewoli, a Uzbek wysłał do Kairu jako trofeum dwieście głów zabitych oficerów tureckich. Drugi z dowódców, bej Karamanu Karagöz Mehmed wycofał się opuszczając wcześniej zdobyte twierdze, dzięki czemu Cylicja wróciła pod kontrolę mameluków.

#### Główna ofensywa osmańska
Nowa ofensywa turecka ruszyła w 1487 roku. Wojskami osmańskimi, które wspierały oddziały z Dulkadiru dowodził wielki wezyr Davud Pasza. Miał on śmiały plan inwazji na ziemie mameluków. Sułtan rozkazał mu jednak najpierw podporządkować władzy osmańskiej plemiona i wielmożów turkmeńskich we wschodniej Anatolii. Mamelukowie nie podjęli żadnej kontrakcji i wezyr zdołał pokonać koczownicze plemiona pogranicza. Turcy zdołali wówczas zająć ponownie Adanę (kwiecień 1487). Nowa, potężna ofensywa przeciw mamelukom ruszyła w kolejnym roku. Wielka flota turecka zbliżyła się do Aleksandrii, by zmusić wojska mameluckie do odwrotu z Syrii. Kajtbaj jednak nie zarządził wycofania wojsk z frontu, a wkrótce potem burze zmusiły flotę osmańską do odpłynięcia. Tymczasem lądem nadciągnęła nowa armia turecka dowodzona przez gubernatora Rumelii Hadim Ali Paszę. Liczyła ona 3 tys. ciężkiej jazdy, 6 tys. janczarów i znacznie więcej wojsk sojuszniczych i pomocniczych – łącznie ok. 60 tys. żołnierzy. Mury Sis runęły pod ostrzałem ciężkiej osmańskiej artylerii, jego załoga została wzięta do niewoli i do końca kwietnia 1488 roku cała Cylicja została opanowana przez Turków. Teraz Turcy czekali na kontrakcję mameluków, którzy musieli zaatakować pozycje tureckie, jeśli chcieli uratować swe panowanie w Cylicji i na całym syryjskim pograniczu. W kwietniu 1488 roku Uzbek wyruszył ze swą armią z Aleppo, lecz gdy zbliżył się do pozycji tureckich okazało się, że są świetnie bronione. Droga na północ prowadziła bowiem przez Syryjskie Wrota – wąski przesmyk położony między morzem a górami. Na morzu stała osmańska flota, gotowa ostrzelać przechodzące wojska. Z gór natomiast ostrzał prowadziły ustawione tam oddziały tureckie. Dodatkowo przy przemarszu trzeba było przekroczyć rzekę, co dodatkowo narażało wojsko na ostrzał. Pierwsza próba przebycia przesmyku nie powiodła się, a pchnięte tam oddziały z Hamy wraz z konnicą beduińską zostały zdziesiątkowane przez wrogą artylerię. Mimo tego Uzbek postanowił przeforsować przesmyk raz jeszcze. Tym razem szczęście mu sprzyjało – silna burza zmusiła flotę do odpłynięcia spod brzegów, a sama zmiana pogody została potraktowana przez żołnierzy mameluckich jako znak przychylności Bożej co bardzo podniosło ich morale. Wojska zdołały się przedrzeć, a przy okazji zdobyto część tureckich okrętów, które zostały zakotwiczone na czas burzy i spięte łańcuchami. Inne okręty się rozbiły, a ich załogi wpadły wprost pod miecze mameluków. Teraz szybkim marszem poprowadził Uzbek wojska pod mury Adany, gdzie napotkał główną armię osmańską. Doszło do bitwy na równinie pod miastem 26 sierpnia 1488 roku. Uzbek widząc, że Turcy dopiero rozwijają swe szeregi postanowił zaatakować od razu, licząc na zamieszanie w szeregach przeciwnika. Bitwa, w której początkowo przewagę zdobyli Turcy zaczęła przeradzać się w ich klęskę, gdy wojska mameluckie zdołały wedrzeć się w wyrwę między lewym skrzydłem a centrum osmańskiej armii. Cofające się oddziały tureckie nie zdołały już utrzymać pola, jednak wojska mameluckie, które wdarły się do obozu tureckiego zaczęły go plądrować, co wywołało chaos pomiędzy coraz bardziej oddalającymi się od siebie oddziałami. Uzbek zaczął się obawiać zbytniego rozproszenia swych sił i, podobnie jak Ali Pasza, zarządził odwrót. Dopiero gdy obie strony podliczyły straty okazało się, że zwyciężyli mamelukowie. Turcy stracili aż 30 tys. ludzi i ich dowódca podjął decyzję o odwrocie z Cylicji. Mamelukowie utracili jedynie 4 tys. żołnierzy i Uzbek ze swą armią obległ obsadzona przez Turków Adanę, którą zdobył po trzech miesiącach. Na wieść o zwycięstwie w Kairze urządzono tygodniowe święto. Uzbek wkroczył do Anatolii, paląc wszystko po drodze, ale brak zaopatrzenia i niechęć armii do dalszego marszu zmusiła go do odwrotu. Uzbek wrócił z armią do Damaszku, po czym udał się do Egiptu. Choć wywołało to gniew Kajtbaja, który obawiał się opuszczenia granicy przez dowódcę, to jednak sułtan obdarował go ceremonialną szatą należną bohaterowi.

#### Ofensywa mamelucka i zakończenie wojny
W marcu 1490 roku Uzbek wyruszył z nową armią w celu rozpoczęcia ofensywy przeciw Turkom. Armia, którą dowodził była nowocześniejsza od poprzedniej – znalazło się w niej więcej arkebuźników. Tym razem Uzbek postanowił wkroczyć do Anatolii inną drogą niż przez Syryjskie Wrota, w obawie przed atakami floty. Maszerując przez terytorium Abulustajnu wkroczył na ziemie drobnych książąt turkmeńskich, a tych, którzy uznali zwierzchnictwo Osmanów przykładnie ukarał paląc wioski i miasta. Inwazja mameluków nie miała żadnych dalekosiężnych celów strategicznych. Kajtbaj zdawał sobie sprawę, że nie jest w stanie podbić i utrzymać żadnych ziem w Anatolii, bo to kosztowałoby go zbyt wiele, a skarbiec był pusty. Zadaniem Uzbeka było więc niszczenie i plądrowanie Anatolii, by zmusić Bajazyda do wysłania propozycji pokojowych. Plan się powiódł – w maju 1491 roku Bajazyd wysłał do Kairu poselstwo, które wręczyło sułtanowi klucze do wszystkich mameluckich twierdz, które były jeszcze w rękach osmańskich. Podpisano ugodę, w której Bajazyd uznał przodującą rolę Kajtbaja w świecie islamu i jego prawo do zwierzchnictwa nad państewkami we wschodniej Anatolii i świętymi miejscami Arabii. Pokój nie zmienił granic między obydwu państwami, ale to Kajtbaj mógł się czuć zwycięzcą. Jego osobisty prestiż wzrósł niepomiernie i był wówczas uznawany za największego władcę świata islamu. Jednak w wymiarze państwowym straty Egiptu mameluków były bardziej dotkliwe. Koszty wojny były olbrzymie, gospodarka sułtanatu była na wyczerpaniu, a na dodatek w 1492 roku wybuchła zaraza, podczas której w samym Kairze zmarło 200 tys. osób. Poza tym wykorzystując wojnę między sułtanatami w 1489 roku Republika Wenecka zagarnęła płacący dotychczas Egiptowi trybut Cypr.

### Schyłek panowania
Ostatnie lata rządów Kajtbaja nie były łatwe dla sędziwego sułtana. Wspomniana zaraza z 1492 roku zebrała obfite żniwo także wśród mameluków. Wybuchły zamieszki głodowe, podczas których ranny został sam Kajtbaj, gdy podczas osobistej interwencji został zrzucony z konia przez napierający tłum. Upadek kosztował władcę skomplikowane złamanie nogi, które musiał długo leczyć, spowodowało jednocześnie wśród ludu przypływ współczucia wobec cierpiącego sułtana. W czasie zarazy zmarło również wielu wpływowych emirów – na ich miejsce weszli nowi ludzie, mniej szanujący władcę i rozgrywający między sobą walkę o wpływy i następstwo po spodziewanym zgonie starego już monarchy. Jednym z najambitniejszych emirów, który wszedł wówczas do mameluckiej elity był Kansuh, jeden z dowódców wyprawy do Anatolii w 1490 roku. Kansuh ożenił się z córką najbardziej wpływowego spośród wodzów Kajtbaja – Uzbeka i wyraźnie dążył do zajęcia pierwszoplanowej pozycji w państwie, nie bacząc na to, że Kajtbaj ma syna i dziedzica al-Nasira Muhammada. By zrównoważyć ambicje Kansuha powołał Kajtbaj do swej rady innego energicznego emira – Akbirdiego. Starzejący się władca stał się teraz bardzo podejrzliwy. W pewnym momencie zwrócił się nawet przeciw swemu synowi wysyłając go za domniemane spiski do sprzątania koszar. W latach 1494–96 sytuacja gospodarcza Egiptu się poprawiła, stan sułtana był jednak coraz gorszy i w Kairze wybuchła z całą siłą walka o władzę. Nie mogąc powstrzymać rosnących wpływów Kansuha Akbirdi usiłował doprowadzić do jego zamordowania. W odpowiedzi Kansuh wraz z Uzbekiem zebrali wierne im grupy mameluków z zamiarem wyruszenia przeciw Akbirdiemu. Przed ostatecznym rozłamem jeszcze raz uratował państwo sędziwy sułtan. Kajtbaj w krytycznym momencie udał się na plac służący do przeglądu wojsk i wezwał wszystkich wiernych mu mameluków do stawienia się przed obliczem sułtana i zaniechania wszelkich spisków. Żołnierze wzruszeni postawą sędziwego władcy opuścili swych mocodawców i wspólnie złożyli hołd prawowitemu władcy. Kansuh dobrowolnie usunął się w cień, a Uzbek w białej szacie przedarł się przed oblicze sułtana prosząc o wybaczenie i zgodę na wyjechanie do świętych miejsc. Wkrótce potem udał się do Mekki.

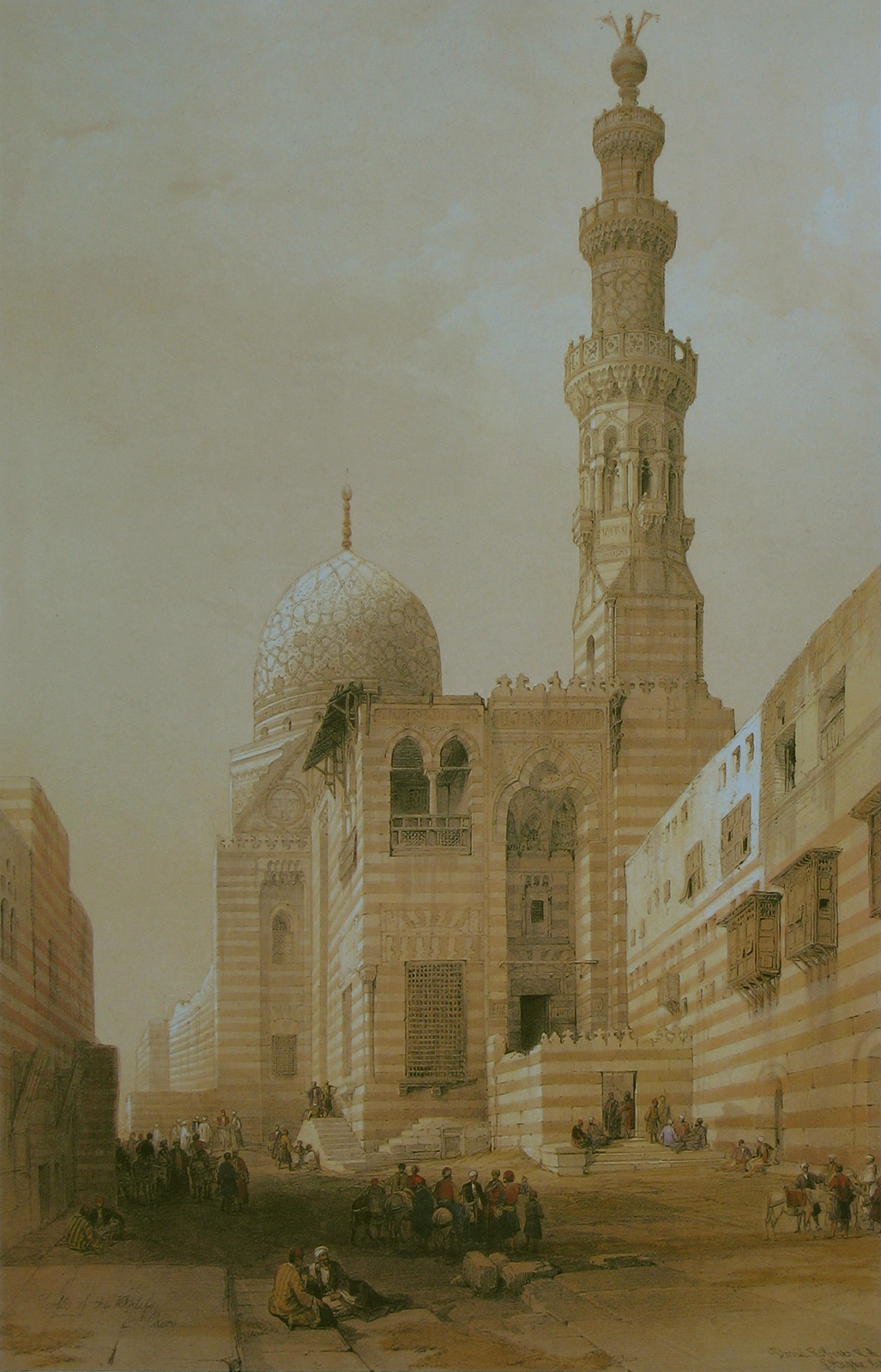
XIX-wieczny obraz przedstawiający Meczet Kajtbaja w Kairze

Był to jednak ostatni tryumf stojącego nad grobem sułtana. Wkrótce potem Kansuh wyprosił u władcy oficjalną audiencję, podczas której został oczyszczony ze wszelkich zarzutów. Wzmocniony tym emir zaatakował w lipcu 1496 roku pałac Akbirdiego, co zagroziło znów wybuchem wojny domowej. Kajtbaj postanowił powtórzyć swój manewr z wezwaniem do zgody i ponownie udał się na plac wojskowy. Tym razem jednak mamelucy zaangażowani w polityczne waśnie i podzieleni na wrogie obozy nie stawili się przed oblicze monarchy. Po kilku godzinach spędzonych na trybunie w upale egipskiego lata wyczerpany władca ledwo dosiadł konia i wrócił do swej cytadeli. Zdołał jeszcze dowiedzieć się o ucieczce Akbirdiego, po czym 5 sierpnia zapadł w śpiączkę. Emir Timraz usiłował uzyskać od konającego władcy zgodę na proklamowanie jego 14-letniego syna sułtanem. Kajtbaj nie odzyskał już jednak świadomości. Zmarł 7 sierpnia 1496 roku. Pochowano go we wspaniałym mauzoleum wzniesionym na jego rozkaz. Nie było wystawnych uroczystości pogrzebowych gdyż jak zwykle po śmierci sułtana w państwie mameluków rozgorzała walka o władzę. Początkowo rzeczywiście na tronie zasiadł syn Kajtbaja – al-Nasir. Podjął on próbę zreformowania systemu wojskowego państwa, za co szybko zapłacił utratą tronu i jego miejsce zajął ambitny Kansuh. I on jednak nie utrzymał się długo nu władzy, a walki między stronnictwami mameluków trwały aż do nagłej katastrofy państwa w 1517 roku, gdy cały sułtanat został podbity przez Osmanów.

### Polityka wewnętrzna, próby reform
Długie panowanie Kajtbaja i jego naturalna śmierć były wyjątkiem w ponad dwuwiekowej historii państwa mameluków, gdzie większość władców ginęła lub była obalana przez przeciwników. Działo się to w trakcie wewnętrznych waśni między frakcjami potężnych emirów, na których musiał opierać swą władzę sułtan. Przez kronikarzy muzułmańskich był uważany za wzór dostojnego i umiarkowanego władcy. W odróżnieniu od swych poprzedników znacznie bardziej interesował się losem rodzimej ludności Egiptu, a nie tylko wąskim gronem mameluków. W latach urodzaju kazał magazynować zboże, aby móc rozdawać je w latach głodu. Swą cytadelę opuszczał często bez zbrojnej eskorty, wraz z nieliczną świtą, ostentacyjnie pokazując swe zaufanie do wierności ludu i ukazując ewentualnym przeciwnikom swą popularność. Faktem jest, że niewielu mameluckich władców mogło sobie na to pozwolić. W 1472 roku udał się z pielgrzymką do Mekki, gdzie zużył na jałmużnę znaczną część swego majątku zyskując powszechny podziw i miano władcy niezwykle pobożnego i miłosiernego. Kajtbaj objął władzę będąc w wieku ponad pięćdziesięciu lat i zmarł dobiegając osiemdziesięciu. Ze względu na swój wiek nie dowodził już osobiście armiami, mimo to często opuszczał Kair podróżując po swym państwie i doglądając licznych, zarządzonych przez siebie budów. Zdając sobie sprawę z przewagi Osmanów na morzu rozkazał rozbudować fortyfikacje Aleksandrii, największego egipskiego portu. Otoczył również nowymi murami Damaszek. Jego patronatowi przypisuje się ponad 250 budowli od Aleksandrii, poprzez Jerozolimę, Aleppo, Damaszek po Mekkę i Medynę a także, przede wszystkim, w Kairze, gdzie zostawił swój ślad w każdej dzielnicy miasta. Budowy te, podobnie jak działalność charytatywna władcy i zakupy uzbrojenia pochłaniały olbrzymie sumy, których skarb sułtański nie mógł zapewnić. Dlatego też w chwili swej śmierci Kajtbaj zostawił swym następcom olbrzymie długi, głównie u weneckich bankierów i kupców.

#### Reformy wojskowe
Oprócz intensywnej działalności w sprawach cywilnych Kajtbaj próbował również zreformować egipskie armie, co było szczególnie trudne ze względu na charakter jego władzy. Podobnie jak inni władcy mameluccy był sułtanem wyniesionym na tron przez oligarchię wojskową, sam do niej należał i jej interesów musiał strzec. Zdawał sobie jednocześnie sprawę, że system wojskowy stworzony ponad 200 lat wcześniej nie jest do utrzymania. Po pierwsze liczba niewolników dostępnych z dotychczasowych źródeł gwałtownie spadała, a ich cena rosła, co podnosiło koszt rekrutacji i szkolenia armii. Jeszcze na początku XIV wieku elitarne oddziały mameluckie liczyły 12 tysięcy żołnierzy. Gdy Kajtbaj obejmował władzę mameluków było tylko 6 tysięcy. W ciągu swego panowania dokupił on 8 tysięcy nowych mameluków. Jednak w tym czasie sukcesywnie odchodzili lub ginęli w kampaniach kolejni żołnierze. Swoje żniwo zebrała też zaraza, która kilkukrotnie nawiedziła w tych latach Egipt. W porównaniu do armii, jakie gromadzili ówcześnie przywódcy Ak Kojunłu lub sułtani tureccy były to siły bardzo szczupłe. Oprócz trzonu armii, składającego się ze świetnie wyszkolonych mameluków powoływano też inne oddziały, ale ich wyszkoleniu i uzbrojeniu dotychczas sułtanowie nie poświęcali wiele uwagi. Kajtbaj usiłował to zmienić i z poborowych z Egiptu i Nubii zaczął formować oddziały piechoty, zwane awlad al-nas. Ponieważ ich szkolenie w łucznictwie na poziomie podobnym do tego, jakie mieli mamelucy byłoby zbyt czasochłonne i drogie, sułtan postanowił uzbroić ich w broń palną, generalnie ówcześnie mniej skuteczną, ale nie wymagającą wysokich umiejętności i długich treningów. Arkebuzy zamawiane przez Kajtbaja w Europie były jednak drogie, a ich ilość niewystarczająca. Problemem był również zupełny brak rodzimego przemysłu, zdolnego produkować amunicję czy artylerię. Tej ostatniej armia mamelucka za Kajtbaja była pozbawiona zupełnie. Ku radości Kajtbaja, po kryzysie na Rodos władca neapolitański wysłał w 1482 do Egiptu cały statek wypełniony nowocześniejszymi muszkietami. Mimo tego za rządów Kajtbaja liczebność nowocześniej uzbrojonych oddziałów była wciąż zbyt mała, a sam sułtan nie odważył się podważyć monopolu elity mameluckiej na najlepsze uzbrojenie i najwyższy żołd. Próbę taką podjął później syn Kajtbaja, al-Nasir co spowodowało bunt mameluków i utratę przez niego tronu.